# Malcolm Ross
Malcolm David Ross (ur. 3 maja 1942 w Londynie) – australijski językoznawca, profesor Australijskiego Uniwersytetu Narodowego. Zajmuje się językami austronezyjskimi i papuaskimi, językoznawstwem diachronicznym i kontaktami językowymi.
Do jego projektów badawczych należą: Oceanic Lexicon Project, Papuan Comparative Linguistics Project (zajmujący się prehistorią języków transnowogwinejskich), rekonstrukcja historii języków poddanych wpływom kontaktu językowego, rekonstrukcja prehistorii rodziny austronezyjskiej (zwłaszcza w zakresie morfosyntaktyki).
Początkowo studiował literaturę angielską na Uniwersytecie Bristolskim. Nauczał j. angielskiego w Wielkiej Brytanii, a później w Kerevat National High School w Papui-Nowej Gwinei. W latach 1975–1980 wykładał językoznawstwo i kształcił nauczycieli szkół średnich w Goroka Teachers’ College. Wówczas zaczął zbierać dane dot. języków tego kraju. W 1986 r. doktoryzował się na Australijskim Uniwersytecie Narodowym.
W 1996 r. został członkiem Australijskiej Akademii Nauk Humanistycznych.